# Néant (philosophies occidentales)
Ne doit pas être confondu avec Néant (philosophies orientales).
Dans le contexte philosophique occidental, le néant est un concept d'absence ou de nullité absolue, directement et indissociablement lié à la notion d'être. Il est envisagé comme le négatif de l'être.

## Concept

### Le néant et le vide, l'être et l'espace
Le néant se distingue du concept du vide. Le vide est relatif à la notion d'espace, car le vide s'inscrit dans un espace ; or, l'espace est incompatible avec la notion de néant, en ce qu'il est un rien absolu. Le vide est l'absence de matière dans un espace défini. Le néant étant l'absence d'existence, la conception même d'espace devient obsolète (ex. avec une pompe à vide, vous pouvez retirer la matière — y compris l'air — d'un bocal). Le vide décrira alors cette absence. Le néant étant à l'existence ce qu'est le vide à la matière, il faudrait que l'espace même que « contient » le bocal n'existe pas, il serait donc impossible au bocal d'exister. Le néant n'est par conséquent pas le vide, et réciproquement.

### Le néant et le rien: absolu / relatif
« Néant » est absolu, « rien » est relatif. Un rien, c'est « pas grand-chose », alors que le néant, « enchérit sur rien, nie tellement bien toute existence par lui-même que l'emploi de la négation 'ne' est inutile ; c'est rien du tout ».
Paul Valéry écrit ainsi : « EX NIHILO. - Dieu a tout fait de rien. Mais le rien perce ».
Le néant trouve, selon Sartre, une utilisation linguistique grâce à quelques mots. Il écrit ainsi qu'« Il est frappant que la langue nous fournisse un néant de choses (« Rien ») et un néant d'êtres humains (« Personne ») ».

### Le nihilisme
Le nihilisme apparaît comme une volonté supérieure de néant pour l’homme qui s’affirme comme anéantissement devant la profusion et la richesse des choses. Des figures emblématiques de ce nihilisme furent évoquées au cours des temps notamment par Céline, Bakounine, Bataille, Gorgias et Netchaïev. Il est rassurant de savoir que même si, tel les Huns, l’herbe ne repousse jamais là où il passe, le nihilisme n’existe que par ce qu’il déstructure et anéantit révélant ainsi l’impossibilité d’existence d’un monde parfait.
De ce nihilisme décidé il est important de différencier le nihilisme du désespoir que Nietzsche a étudié et dont il a révélé le caractère perfide et décadent au cœur de la civilisation occidentale dépourvue de ses fondements théologiques. Tel est pour Nietzsche le nihilisme de la décadence et de la ruine des valeurs qui asphyxient l’énergie créatrice de l’humanité, tel est pour lui le pire des nihilismes, suicidaire qui laisse entr’apercevoir dans l’humanité le côté obscur du néant. Ce néant issu du désespoir collectif agit comme un vecteur eschatologique, communiquant aux choses un mouvement qui les amène à leur fin sans volonté de devenir.

## Historique

### Chez Parménide
Parménide développe une ontologie (qui deviendra celle de l'école éléatique) qui soutient qu'il est impossible de penser que le néant puisse générer de l'être. Dans son Poème, il écrit ainsi : « Non, jamais tu ne plieras de force les non-êtres à être ».

### Chez Platon
Platon traite du non-étant et du néant dès le Hippias mineur. Il soutient que s'il y a, c'est qu'il peut ne pas y avoir. Platon soutient que l'être est pénétré par le non-être. Cela lui permet de fonder une pensée de l'altérité. La pensée platonicienne du néant est perpétuée et augmentée par le néoplatonisme.

### Chez Aristote
Aristote développe une métaphysique qui reconnaît comme vrai que rien ne peut naître du non-être, que le non-être ne peut être un principe générateur d'un être. Il écrit ainsi dans la Physique que « l'opinion commune des physiologues [présocratiques], que rien ne naît avec du non-étant [...] absolument tous ceux qui ont traité de la nature sont d'accord avec cette opinion ». Si « rien ne naît avec du non-étant » (ώς oύ γινομένου ουδενός εκ του μη όντος, ôs ou ginoménou oudenos ek tou mê ontos), alors la génération ne peut venir que de ce qui est déjà.

### Chez Bergson
Henri Bergson soutient que le problème du non-étant est une illusion du langage. Le langage nous conduit à l'erreur en nous faisant penser que le néant puisse être. Il y a plus dans l'idée du néant que dans celle de l'être, car le néant n'est toujours considéré qu'en superposition de l'être : il viendrait s'y substituer. Or, la substitution est une opération à deux faces, qui prend appui sur l'être. Autrement dit, le néant comporte à la fois l'idée du néant et celle de l'être, ce qui le rend plus que l'être.

### Solutions selon Jean Wahl
Selon Jean Wahl : « Il semble que trois solutions soient possibles au sujet du problème du néant : 1) le néant n'existe pas ; 2) le néant est quelque chose d'autre que le néant ; 3) le néant est. »

#### Solution 1: le néant est non-être
La première solution soutient que le néant n'est absolument pas. Seul l'être est. Telle est la position de Parménide vers 450 av. J.-C. Le poème de Parménide, texte précurseur d’une approche occidentale de la métaphysique, laisse entrevoir le « néant d'impossibilité », qui est une sorte de contre possibilité de l’être s’apparentant au rien dans son absolue négation de toute existence, sans niveau de non-être, sans appréhensions physiques réelles.

« Viens, je vais t'indiquer... quelles sont donc les seules et concevables voies s'offrant à la recherche. La première, à savoir qu'il [l'être] est et qu'il ne peut non être, c'est la voie de la persuasion, chemin digne de foi, qui suit la vérité ; la seconde, à savoir qu'il n'est pas et qu'il est nécessaire au surplus qu'existe le non-être, c'est là, je te l'assure, un sentier incertain et même inexplorable : en effet le non-être (lui qui ne mène à rien) demeure inconnaissable et reste inexprimable. »

Maurice Merleau-Ponty :

« La seule manière de penser le néant est de penser qu'il n' est pas , et la seule manière de préserver sa pureté native est, au lieu de le juxtaposer à l'être, comme une substance distincte, ce qui aussitôt le contamine de positivité, de le voir du coin de l'œil comme le seul bord de l'être, impliqué en lui comme ce qui lui manquerait si quelque chose pouvait manquer au plein absolu »

Selon Bergson, le néant ne serait qu'un pseudo-concept sans essence ou une simple contre-possibilité de l'être affirmé. Cette prise de position conteste radicalement l'identité affirmée, par l'être humain, de toutes choses y compris lui-même et engendre ainsi un mouvement d'évolution amenant à un devenir. Par cette négation qui est opérée sur les champs d'applications dans le réel de toutes choses, Bergson met en évidence au sein de l'être la présence polymorphe de la mort ; au sein d'un discours l'hypothèse contraire ; au sein de l'action l'exigence de limitation. Ceci relativise toute chose directement d’après son fondement d’être et semble amener à la modélisation d’un double état des choses, à la fois existantes telles quelles et négations d’elles-mêmes, inexistantes ou étant en devenir d’existence...

« Les philosophes ne se sont guère occupés de l'idée de néant. Et pourtant elle est souvent le ressort caché, l'invisible moteur de la pensée philosophique... Se représenter le néant consiste à l'imaginer ou à le concevoir... Commençons par l'image. Je vais fermer les yeux, boucher mes oreilles, éteindre une à une les sensations qui m'arrivent du monde extérieur : voilà qui est fait, toutes mes perceptions s'évanouissent, l'univers matériel s'abîme pour moi dans le silence et dans la nuit. Je subsiste cependant, et ne puis m'empêcher de subsister... En un mot, qu'il s'agisse d'un vide de matière ou d'un vide de conscience, la représentation du vide est toujours une représentation pleine, qui se résout à l'analyse en deux éléments positifs : l'idée, distincte ou confuse, d'une substitution, et le sentiment, éprouvé ou imaginé, d'un désir ou d'un regret. Il suit de cette double analyse que l'idée du néant absolu, entendu au sens d'une abolition de tout, est une idée destructive d'elle-même, une pseudo-idée, un simple mot. Si supprimer une chose consiste à la remplacer par une autre, si penser l'absence d'une chose n'est possible que par la représentation plus ou moins explicite de la présence de quelque autre chose, enfin si abolition signifie d'abord substitution, l'idée d'une « abolition de tout » est aussi absurde que celle d'un cercle carré. »

Le mot « néant » n'est utilisé dans les langues naturelles que pour formuler des propositions existentielles négatives (« Il n'y a rien dehors » signifie « il n'y a pas quelque chose qui soit à l'extérieur ») ; et pourtant il est utilisé par des métaphysiciens comme s'il était vraiment quelque chose. Or, le néant n'est pas « quelque chose » précisément. Selon Bergson, le concept du néant est le résultat d'un malentendu intellectuel, mais il n'a pas de substance, justement parce qu'il « est » néant et n'existe que dans nos pensées éphémères, et non dans la Réalité.

#### Solution 2: le néant est autre chose
Cette fois, le néant est quelque chose, distinct du non-être absolu, de l'absence totale. Démocrite utilise la voie physique, le vide ; Platon utilise la voie logique : l'Autre.
Démocrite et les atomistes identifient le néant et le vide.
« Leucippe et son associé Démocrite prennent pour éléments le Plein et le Vide, qu'ils appellent respectivement l'Être et le Non-Être. De ces principes, le Plein et le Solide, c'est l'Être ; le Vide et le Rare, le Non-Être (c'est pourquoi, à leur sens, le Non-Être n'a pas moins d'existence que l'Être, le Vide n'existant pas moins que le Corps). ce sont là les causes des êtres, au sens de cause matérielle. »
Platon, lui, identifie le néant et l'altérité. Il place le néant au plan des pensées. Dans son dialogue Parménide, il envisage plusieurs hypothèses sur l'Être : « s'il est », « s'il n'est pas » (136a). Thèse I, positive : l'Un est ; hypothèses : 1. l'Un est, c'est l'Un absolu, sans être ni connaissance, 2. l'Un est, il est un tout, multiple, 3. l'Un est et n'est pas, il est changement et instant, un et multiple, tout et rien (155e-157b), 4. l'Un est, les autres sont parties du tout, 5. l'Un est et les autres n'ont pas de parties : néant des autres (159b-160b) ; Thèse II, négative : l'Un n'est pas ; hypothèses : 6. l'Un n'est pas, mais il est pensable, 7. l'Un n'est pas, il n'a ni détermination ni connaissance possible : néant de l'Un (136b-164b), 8. l'Un n'est pas et les autres sont déterminables : tous les autres sont fantasmes (164b-165e), 9. enfin, l'Un n'est pas et les autres n'ont aucune détermination : néant des autres (165e-166c).
Aristote relativise comme Platon, mais avec la notion de puissance. Entre ce qui est et ce qui n'est pas il y a ce qui peut être changé ou mis en mouvement. La puissance (dynamis) désigne l'état potentiel, toute forme de capacité, et s'oppose à l'acte (energeia, entelecheia), état réalisé. Un lit en bois n'est qu'en puissance dans l'arbre que regarde le menuisier. 
« D'une chose artificielle nous ne dirons pas qu'elle n'a rien de conforme à l'art, si elle est seulement lit en puissance et ne possède pas encore la forme du lit ni qu'il y a en elle de l'art... Car chaque chose est dite être ce qu'elle est plutôt quand elle est en acte que quand elle est en puissance. »
Hegel remplace le néant par le devenir. Il suggère que la « négativité du néant » se manifeste de façons multiples relativement aux plans de la réalité où elle s'inscrit comme un mouvement d'évolution. L'union de l'être et du néant, c'est le devenir, soit surgissement dans le passage du néant à l'être, soit disparition dans le passage de l'être au néant.
« ÊTRE. A. Être, être pur, - sans aucune autre détermination. Dans son immédiateté indéterminée il n'est égal qu'à lui-même, et aussi il n'est inégal au regard d'autre chose... L'être, l'immédiat indéterminé, est en fait néant, et ni plus ni moins que néant. B. NÉANT. Néant, le néant pur ; il est égalité simple avec lui-même, vacuité parfaite, absence de détermination et de contenu ; état-de-non-différenciation en lui-même... Le néant est donc la même détermination, ou plutôt la même absence-de-détermination, et, partant, absolument la même chose que ce qu'est l' être pur. C. DEVENIR. Unité de l'être et du néant. L'être pur et le néant pur sont la même chose.... Leur vérité est donc ce mouvement du disparaître immédiat de l'un dans l'autre ; le devenir ; un mouvement où les deux sont différents, mais par le truchement d'une différence qui s'est dissoute tout aussi immédiatement. »

#### Solution 3: le néant est
Les néoplatoniciens grecs tels que Plotin, Proclos ou Damascius, développant la théologie négative, imaginèrent un « néant par excès » auquel ils attribuèrent la fonction de Principe absolu de l'être sur le modèle de la théorie de l'Un. L'Un est au-delà de l'être, de l'Intellect et des formes, il est au-delà de la science et de la connaissance intellectuelle
« L'Un n'est pas un être... Aucun nom ne lui convient... Il est difficile de le connaître. »
La théorie de l'Un (ou L'Un-principe) est définie comme le sans nom, l'inexprimable et l'indicible. L'Un-principe infirme tout énoncé qui prétend viser quelque objet de sa nature, il est cependant également l'impensée origine de tout. Ce principe fondamental qu'est le néant de transcendance est cause de soi et principe de tout, il s'agit d'une énergie de création, il est l'origine de tout ce qui se retourne vers lui pour exister, il est le néant des philosophies de L'Un. Ce néant de transcendance ne peut pas s'appréhender par le langage et est irréductible à l'existant, il est une image divine ineffable. Stanislas Breton perçoit ce néant comme : « Le néant divin incréé créateur, le néant virginal de l'âme intellectuelle... » Il s'agit, contrairement au néant d'impossibilité, horizon au-delà duquel rien n'existe, d'une origine temporelle, d'un mouvement d'énergie créatrice procédant au sein même des origines de l'être.

D'autre part, pour Plotin, la négation de l'être, c'est la matière. Comme Platon, il admet un non-être relatif. La matière est l'illimité, elle s'identifie au mal, complète absence de bien, de raison, de beauté. Pour Plotin, "alors que l'Un ou le Bien se trouve au-delà de l'être, la matière se trouve en deçà de l'être... Le traité 51 (I, 8), intitulé "Quels sont les maux ?", développera avec soin cette doctrine."
« Reste donc, s'il est vrai que le mal existe, qu'il existe parmi les non-êtres, comme s'il était une sorte de forme du non-être, et qu'il se rapporte à ce qui est mêlé de non-être, ou qui y participe de quelque façon que ce soit. le non-être n'est cependant pas ici le non-être total, mais seulement ce qui est autre que l'être... On peut déjà arriver à se représenter le mal comme l'absence de mesure par rapport à la mesure, comme ce qui est illimité par rapport à la limite, comme ce qui est dépourvu de forme par rapport à ce qui produit la forme, comme ce qui est toujours en manque par rapport à ce qui se suffit à soi-même, toujours indéfini, jamais stable, soumis à toutes sortes d'affections, insatiable, totale indigence... La matière n'a absolument aucune part au bien, elle en est la privation. »
Avec Heidegger, la philosophie du néant se développe de façon considérable, et la terminologie (« néantiser », « néantisation »). « La science ne veut Rien savoir du néant » et l'histoire de la philosophie montre « le Néant comme notion antithétique de l'étant véritable, c'est-à-dire comme sa négation ». Or, pour Heidegger, le néant se tient au cœur de l'être. « Le Néant ne reste pas l'opposé indéterminé à l'égard de l’étant, mais il se dévoile comme composant l'être de cet étant ».
Pour Sartre, « la condition nécessaire pour qu'il soit possible de dire non, c'est que le non-être soit une présence perpétuelle, en nous et hors de nous, c'est que le néant hante l'être ». « L'être est antérieur au néant et le fonde. Par quoi il faut entendre non seulement que l'être a sur le néant une préséance logique, mais encore que c'est de l'être que le néant tire concrètement son efficace. C'est ce que nous exprimions en disant que le néant hante l'être ».